# Trayon Bobb
Trayon Denzil Bobb, mais conhecido como Trayon Bobb (Georgetown, 5 de novembro de 1993), é um futebolista guianense que atua como atacante e meia. Atualmente, joga pelo FK Kruoja.

## Carreira
Trayon Bobb iniciou a sua carreira no futebol no Caledonia AIA da TT Pro League em Trinidad e Tobago. Em fevereiro de 2013, ele se transferiu para a Finlândia para atuar no TP-47 antes de ir para RoPS Rovaniemi em um acordo de empréstimo por seis meses. Em agosto de 2013, Bobb foi emprestado ao FK Kruoja do Campeonato Lituano de Futebol.

## Títulos
Caledonia AIA
- Campeonato de Clubes do Caribe: 2012
- Copa Trinidad e Tobago: 2011–12
- Copa da Liga de Trinidad e Tobago: 2011, 2012
- Lucozade Sport Goal Shield: 2012